# Xenopus laevis
Afrička kandžasta žaba, Xenopus leavis, prirodno se javlja u Južnoj Africi. Zabeležena je u Kaliforniji, Čileu, Velikoj Britaniji i verovatno na mnogim drugim lokacijama širom sveta. Predstavlja potencijalno invazivnu vrstu zbog zabeleženog uvoza ove vrste u našu zemlju.

## Opis
Karakteristična morfologija ogleda se u nedostatku jezika i vidljivog uha. Glava je klinastog oblika sa parom očiju na vrhu, koji su bez kapaka. Karakteristika po kojoj je dobila ime jeste prisustvo kandži na tri prsta zadnjih ekstremiteta. Ima glatku sivo-smeđu kožu na dorzalnoj strani dok na ventralnoj dominiraju kremasto bela i žuta boja. Ima bočne linije duž leđa. Mužjaci mase oko 60g, dugački su 5-6cm i nemaju voklanu vreću koju većina mužjaka kod žaba ima. Ženke teže 200g, a dugačke su 10-12cm i na kraju abdomena imaju kloakalne produžetke. 

## Rasprostranjenje i stanište
Živi u toplim stagnatnim bunarima, kao i u vodotokovima sušnih i polusušnih predela. Toleriše široku varijaciju pH vrednosti vode ali je povišeno prisustvo metalnih jona za nju toksično. U potpunosti je vezana za vodenu sredinu koju napušta jedino kad je prisiljena na migraciju. 

## Biologija i ponašanje
Prilično je neaktivna. Može živeti do 15 godina. Za vreme sušne sezone nedostatkom vode bivaju prisiljene da se zakopavaju u blato i ostavljaju cev za vazduh. U fazi mirovanja može biti do godinu dana. Usled nedostatka vode mogu migrirati održavajući hidrataciju uz pomoć padavina. Odličan je plivač i većinu vremena provodi pod vodom, diše na površini uz dobro razvijena pluća, dok je kožno disanje slabije zastupljeno.
Hrani se mrtvim i živim artropodama kao i delovim organskog otpada. Napada sve što se nađe u njenoj blizini. Za lociranje i hvatanje plena koristi izuzetno osetljive prste, dobro razvijeno čulo mirisa kao i bočnu liniju.
Reproduktivno je sposobna sa 10-12 meseci. Parenje se odvija u bilo koje doba godine, ali je najčešće u proleće i može se održati do četiri puta godišnje. Muškarci pevaju tokom večeri kako bi privukli ženke. Iako nemaju voklanu vreću, proizvode zvuk uz pomoć brzih kontrakcija unutrašnjih mišića larinxa. Ženka odgovara mužjaku, sto je skoro jedinstveno ponašanje u životinjskom svetu, jer ženke retko odgovaraju na pozive mužjaka. Prilikom parenja ampleksus je karlični. Ženka može odpustiti stotine lepljivih jaja tokom 3,4 sata parenja. Metamorfoza od jajeta preko punoglavca od male žabe traje 6-8 nedelja. 

## Spoljašnje veze
- Архивирано на веб-сајту  (4. септембар 2009)